# Bayraktar TB3
El Baykar Bayraktar TB3 es un vehículo aéreo de combate no tripulado (UCAV) turco de altitud media y gran autonomía (MALE) capaz de aterrizar y despegar a corta distancia, producido por Baykar. Actualmente se está desarrollando debido a la falta de aviones para desplegar en el buque de asalto anfibio TCG Anadolu. Según los planes iniciales, se esperaba que el barco estuviera equipado con aviones de combate Lockheed Martin F-35B Lightning II, pero tras la eliminación de Turquía del programa de adquisiciones, el barco entró en un proceso de modificación para permitirle albergar vehículos aéreos no tripulados.

## Desarrollo

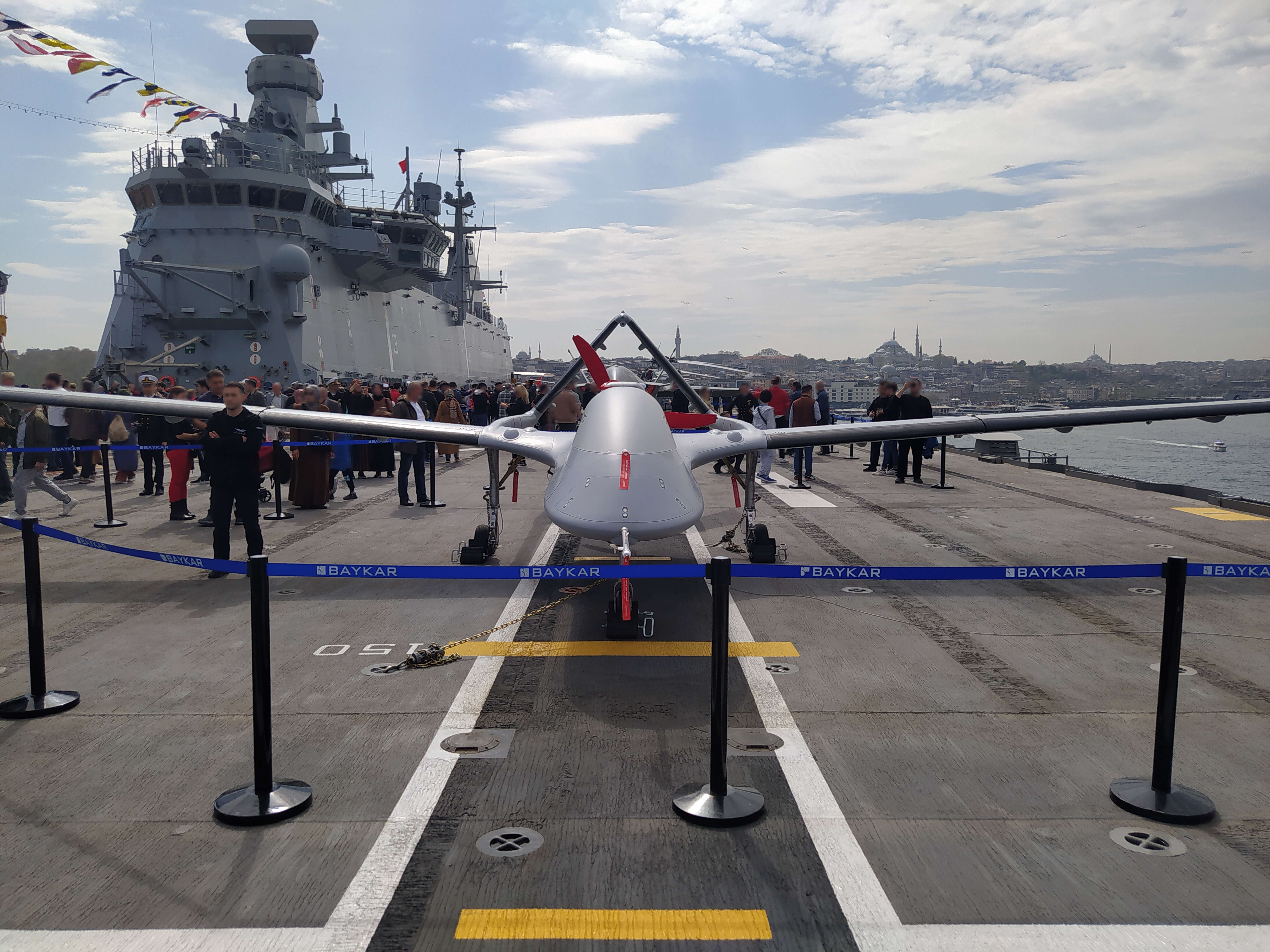
Un Bayraktar TB3 en la cubierta del TCG Anadolu, año 2023.

En febrero de 2021, el presidente de la Presidencia de Industrias de Defensa (SSB), Ismail Demir, hizo público un nuevo tipo de UAV que está desarrollando Baykar y que está previsto que se estacione en el primer buque de asalto anfibio de Turquía, el TCG Anadolu. El avión que se está desarrollando es una versión naval del Bayraktar TB2, propulsado por un motor desarrollado por la empresa turca Tusaş Engine Industries (TEI).
Demir dijo que entre 30 y 50 UAV Bayraktar TB3 de alas plegables podrán aterrizar y despegar utilizando la cubierta del Anadolu. El 27 de marzo de 2023, Selcuk Bayraktar, director tecnológico (CTO) de Baykar Technology, compartió la primera imagen del dron TB3 como regalo del Ramadán. El primer vuelo de un dron está previsto para este año.